# Avenida Sáenz Peña (Chiclayo)
La avenida Sáenz Peña es una de las principales avenidas de la ciudad de Chiclayo, en el Perú. Se extiende de sur a norte en los distritos de Chiclayo y José Leonardo Ortiz a lo largo de 23 cuadras, delimitando parte del centro histórico.

## Recorrido
Se inicia en una rotonda, punto de confluencia de la avenida Garcilaso de la Vega y Víctor Raúl Haya de la Torre, siguiendo el trazo de esta última.